# Kevin Mitnick
Kevin Mitnick, ameriški heker, * 6. avgust 1963, Van Nuys, Kalifornija, ZDA, † 16. julij 2023, Las Vegas, ZDA.
Je eden najslavnejših hekerjev, ki so jih zaprli. Odslužiti je moral petletno zaporno kazen zaradi vdiranja v računalniške sisteme. Pogojno so ga izpustili 21. januarja 2000. Do izteka pogojnega izpusta (leta 2003) mu je bila prepovedana vsakršna uporaba računalnikov. Zdaj dela kot varnostni svetovalec v zasebnem podjetju. Leta 2002 je izdal knjigo z naslovom The Art of Deception, leta 2005 pa knjigo z naslovom The Art of Intrusion. 9. junija 2008 je Mitnick obiskal Slovenijo, kjer je predaval na konferenci Infosek 2008 v Novi Gorici.

## Povezave
- Infosek konferenca